# 猫峠

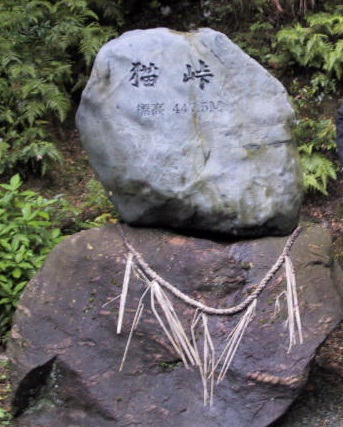
猫峠の石碑

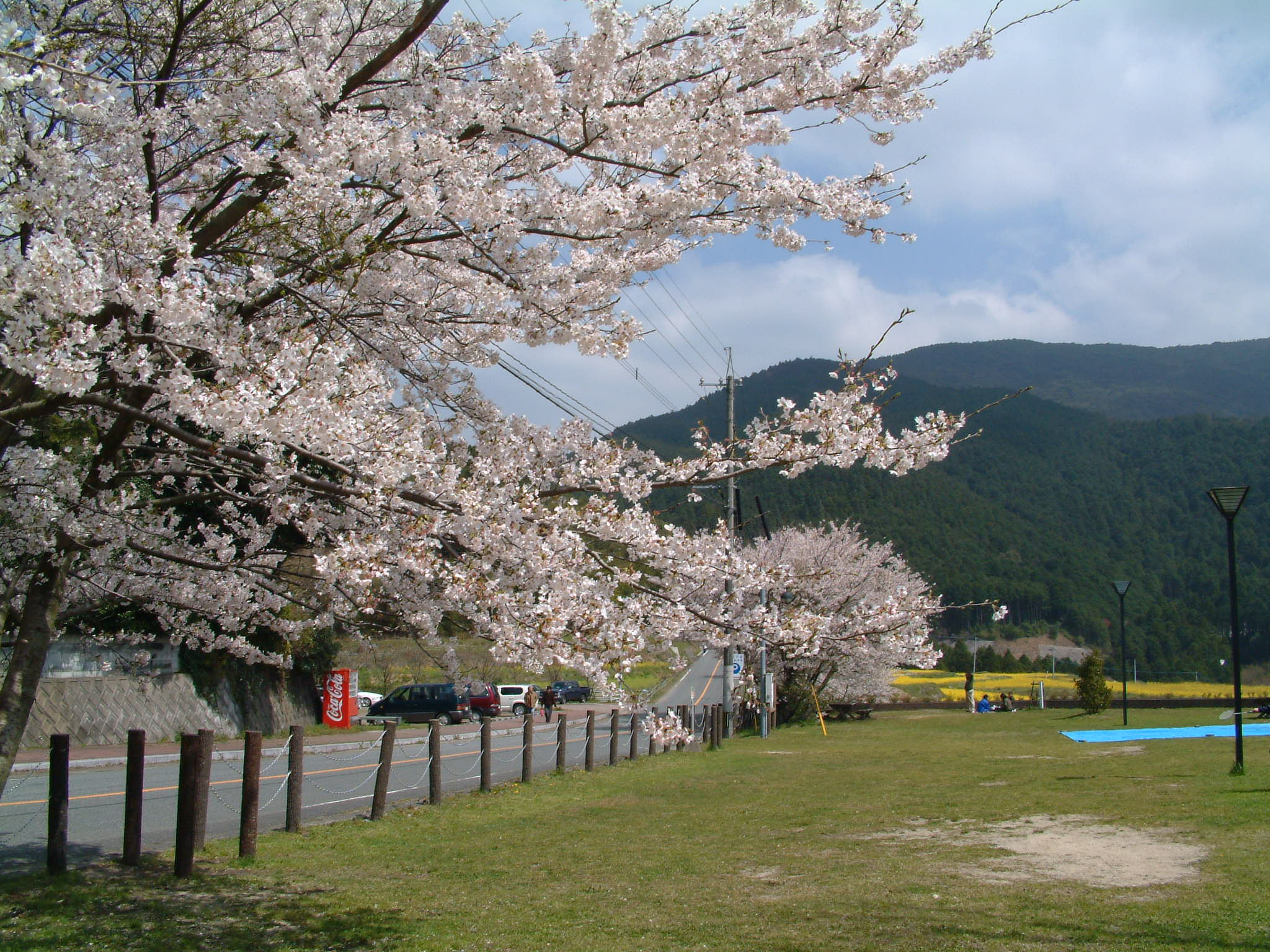
猫峠に至る路線の風景（篠栗側「樹芸の森」

猫峠（ねことうげ）は、福岡県糟屋郡篠栗町と宮若市との境に位置する、標高約450mの峠である。

## 概要
- 峠の前後を福岡県道92号宗像篠栗線が通過している。
- 悪天候の時には、峠の頂点で交通規制が行われることもある。
- 篠栗町側は篠栗四国八十八箇所の札所が数件存在する。また、以前までは篠栗町側の急激なカーブによる事故対策として極端な凹凸措置が施されていた。
- 猫峠のやや西側には「犬鳴峠（いぬなきとうげ）」がある。
- 若宮側は縁山畑（へりやまはた）の集落があり、江戸時代初期に開発されたところである。猫峠は以前、彦六峠と言い篠栗に抜ける幹線道路として利用されていた。